# Edelfigurant
Een edelfigurant is een figurant die duidelijk of close-up in beeld is.
Vaak wordt hier ook een acteur mee aangeduid die in het script slechts een enkele zin heeft. De figurant kan als acteur al een grote naam hebben. Een edelfigurant krijgt over het algemeen iets beter betaald dan een figurant.